# Теа Обрехт
Теа Байрактаревич (на английски: Tea Bajraktarević) е американска писателка на произведения в жанра съвременен роман. Пише под псевдонима Теа Обрехт (на английски: Téa Obreht).

## Биография и творчество
Теа Обрехт е родена като Теа Байрактаревич на 30 септември 1980 г. в Белград, Сърбия, бивша Югославия. Баща ѝ е босненец и често отсъства от дома, поради което тя отраства в Белград с майка си и нейните родители – дядо ѝ Стефан Обрехт, словенец, и баба ѝ Заида, босненка. Когато започват югославските войни в началото на 90-те години, семейството се премества в Кипър, а после в Кайро, Египет, където дядо работи като авиационен инженер. През 1997 г. дядо ѝ и баба ѝ се връщат в Белград, а тя и майка ѝ се преселват в САЩ, първо в Атланта, а после в Пало Алто, Калифорния. Преди да почине през 2006 г. дядо ѝ я моли да приеме неговата фамилия при публикуване на бъдещите си творби и тя приема фамилното му име за неин псевдоним.
Дипломира се с бакалавърска степен в Университета на Южна Калифорния. Специализира творческо писане в университета Корнел през 2009 г. Започва да пише и нейни работи се публикуват в „Ню Йорк Таймс“, „Харпърс“, „Гардиан“, и др. национални медии.
Първият ѝ роман „Жената на тигъра“ е публикуван през 2011 г. Действието на книгата се развива в неназована страна, разделена от гражданска война, но реалностите са базирани на географията и най-новата история на Балканите. Тя става бестселър и е удостоен с британската литературна награда за жени писателки „Оринж“ за най-добър роман, оригиналност и достъпност. Номиниран е и за Националната литературна награда на САЩ.
Теа Обрехт живее със семейството си в Итака, щат Ню Йорк.

## Произведения

### Романи
- The Tiger's Wife (2011)
Жената на тигъра, изд. „Пергамент Прес“, София (2012), прев. Силвана Миланова
- Inland (2019)

### Разкази
- The Laugh, The Atlantic (2009)
- The Sentry, The Guardian (2010)

### Сборници
- American Odysseys (2013) – с Даниел Аларкон и Исмет Пръсис